# II. Trpimir horvát király
II. Trpimir (? – 935) Horvátország királya volt 928-tól haláláig. A Trpmirović-házból származott, valószínűleg királyi elődje, I. Tomiszláv öccse volt és Muncimir fia. Horvátország második királyi rangú uralkodója. 
Trpmir után a dinasztia a horvát források szerint még 1091-ig uralkodott. II. Trpmir uralkodásáról nagyon keveset lehet tudni, de mivel a bizánci források keveset említik Horvátországot ebben az időben és akkor is tisztelettel beszélnek róla, feltételezhető, hogy Trpimir jó viszonyban volt Bizánccal és a római pápával is.
Bíborbanszületett Konstantin bizánci császár De Administrando Imperio (A birodalom kormányzásáról) című munkája említi, hogy Trpimir idején Horvátországnak jelentős kereskedelmi flottája volt és az egész Adriai-tengeren kereskedett.